# All Good As It Is (album)
All Good As It Is er titlen på det 8. studiealbum af den danske sanger Dicte. Det udkom 29. januar 2021 på det danske selskab Stunt Records.

## Spor
1. "Can't Be the Last" - (04:17)
2. "Venom" - (03:43)
3. "Seasick" - (03:39)
4. "The Stop Sign" - (03:18)
5. "I'm on Fire" - (04:08)
6. "If You Love Me" - (03:39)
7. "My New Jesus" - (04:18)
8. "Changed for the Road" - (04:10)
9. "The Beach" - (04:18)
10. "Silence" - (02:56)